# Свистуновка (Харьковская область)
Свистуновка (укр. Свистунівка) — село,
Таволжанский сельский совет,
Двуречанский район,
Харьковская область, Украина.

## Географическое положение
Село Свистуновка находится в 1,5 км от села Кущевка, в 2-х км от сёл Таволжанка и Ольшана.
Село окружено большими лесными массивами урочище Великое и урочище Долгий Гай (сосна).

## История
Ликвидировано в ? году.